# Zandeweer
Zandeweer (Gronings: Zanneweer) is een dorp in de gemeente Het Hogeland in de provincie Groningen in Nederland. Het ligt even ten zuiden van Uithuizen. Tot de gemeentelijke herindeling van 1990 hoorde het bij de voormalige gemeente Kantens. Tussen 1991 en 2019 maakte het dorp deel uit van de gemeente Eemsmond. 
Zandeweer heeft ongeveer 505 inwoners. Het dorp is ontstaan op een kwelderwal. De bebouwing concentreerde zich in eerste instantie langs de Hoofdstraat, vanaf 1850 ook langs de huidige Veilingweg en de Molenhorn. Direct ten zuidoosten van het dorp ligt de buurtschap Zevenhuizen.
Een van de oudste straten is de Poelweg, waarschijnlijk genoemd naar een of meer lage wierden of pollen.

## Kerk
De kerk van Zandeweer stamt oorspronkelijk uit de dertiende eeuw. De losse zadeldaktoren stamt uit de vijftiende eeuw. De kerk beschikt over een orgel uit 1731 gebouwd door Albertus Antoni Hinsz, een leerling van Arp Schnitger. In 1931-32 is de kerk gerestaureerd onder toezicht van A.R. Wittop Koning.

## Molen
De korenmolen Windlust stamt uit 1818. In 1975-76 is de molen gerestaureerd. Ook voor 1818 heeft er in Zandeweer een molen gestaan. De sarrieshut die daarbij hoorde is nog aanwezig.

## Voorzieningen
In de omgeving van Zandeweer komt veel glastuinbouw voor. Mede daarom kreeg het dorp in 1906 een groenteveiling welke tot 1974 heeft gefunctioneerd. Het veilinggebouw werd nadien dorpshuis.  Verder heeft Zandeweer zeer weinig voorzieningen. Behalve het dorpshuis is er alleen een openbare basisschool. Er is wel een actief verenigingsleven. Bekend is de folkloristische dansgroep de Grunneger Daansers. Aan de noordkant van het dorp ligt een hoogholtje over het Meedstermaar. Bijzonder is dat het niet van holt is maar van gewapend beton.

## Borgen
In en om Zandeweer hebben ten minste twee borgen gestaan. De borg Onnema, gesloopt in 1805, is onder andere eigendom geweest van Haio Addinga uit Westerwolde. De borg lag aan de zuidkant van het dorp aan de huidige Onnemaweg. 
Ten oosten van het dorp heeft tot 1811 de borg Scheltkema-Nijenstein gestaan, die onder meer in het bezit is geweest van Edzard Jacob Clant. De Scheltkummaheerd wordt voor het eerst genoemd in 1433. 
Daarnaast was er in 1397 sprake van een steenhuis Eelkama, maar dit wordt nadien niet meer als zodanig vermeld.  Ook wordt in 1397 gesproken over het huis van de Eysinga's (domus Eyzinghamannorum), waarmee misschien de edele heerd Eissingeheem wordt bedoeld.  De luidklok van 1467 vermeldt de namen van drie hoiscoppen (dorpsheren), namelijk Blike to Fraam (Onnema), Hilbrant Schinkel (Scheltkema) en Otto ter Hansouwe, die de edele heerden Hoykinga en Writzema bezat. Alleen Onnema en Scheltkema ontwikkelden zich in de 16e eeuw tot volwaardige borgen.

## Geboren
- Derk Jacob Clant (1638-1700), landjonker
- Siert Triezenberg (1870-1931), burgemeester en jurist
- Berend Jager (1884-1945), architect
- Hendrik de Wit (1888-?), politicus
- Aldert van der Ziel (1910-1991), natuurkundige en schrijver met vele internationale prijzen

## Rijksmonumenten
- Lijst van rijksmonumenten in Zandeweer

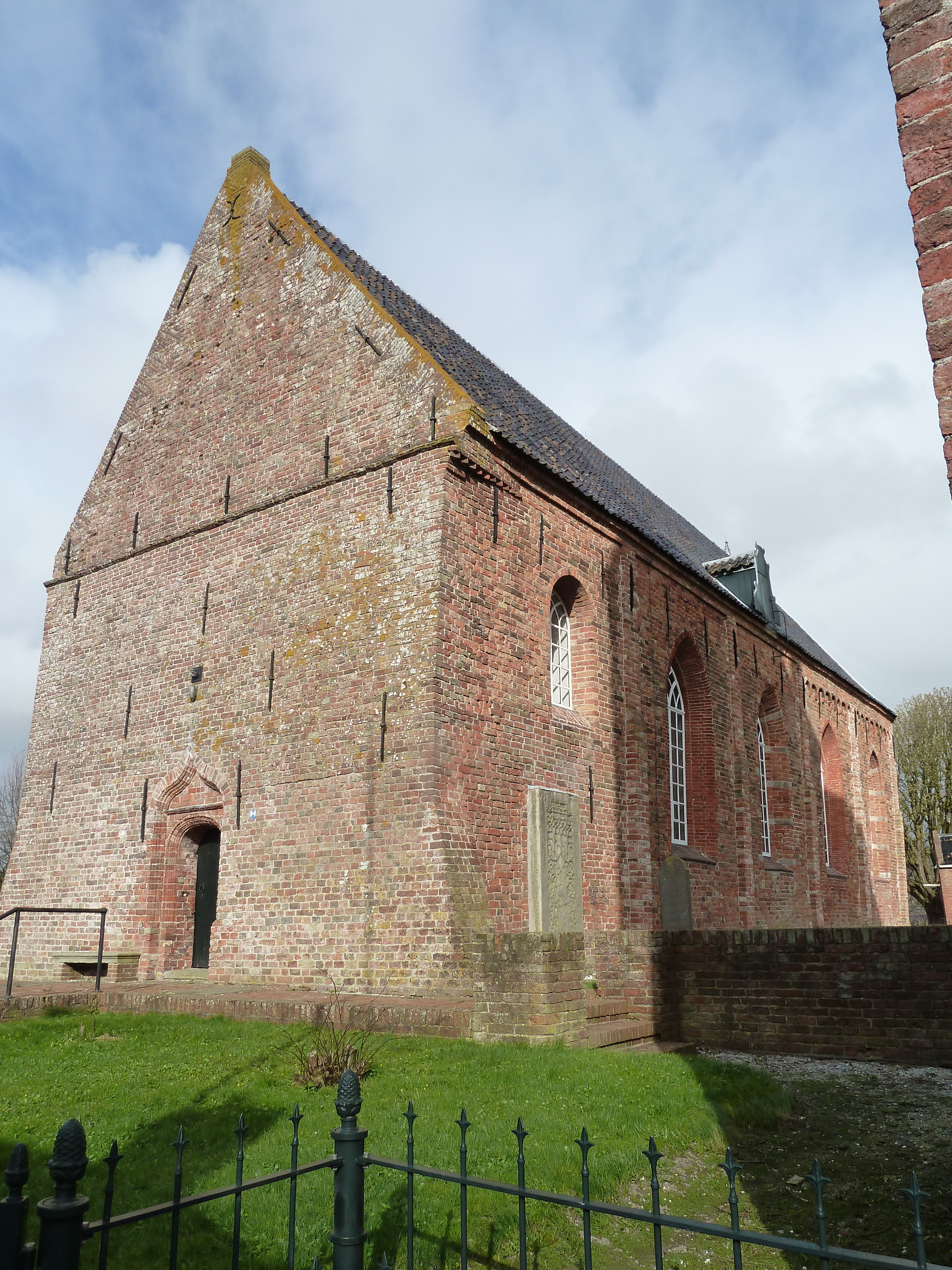
Kerk van Zandeweer
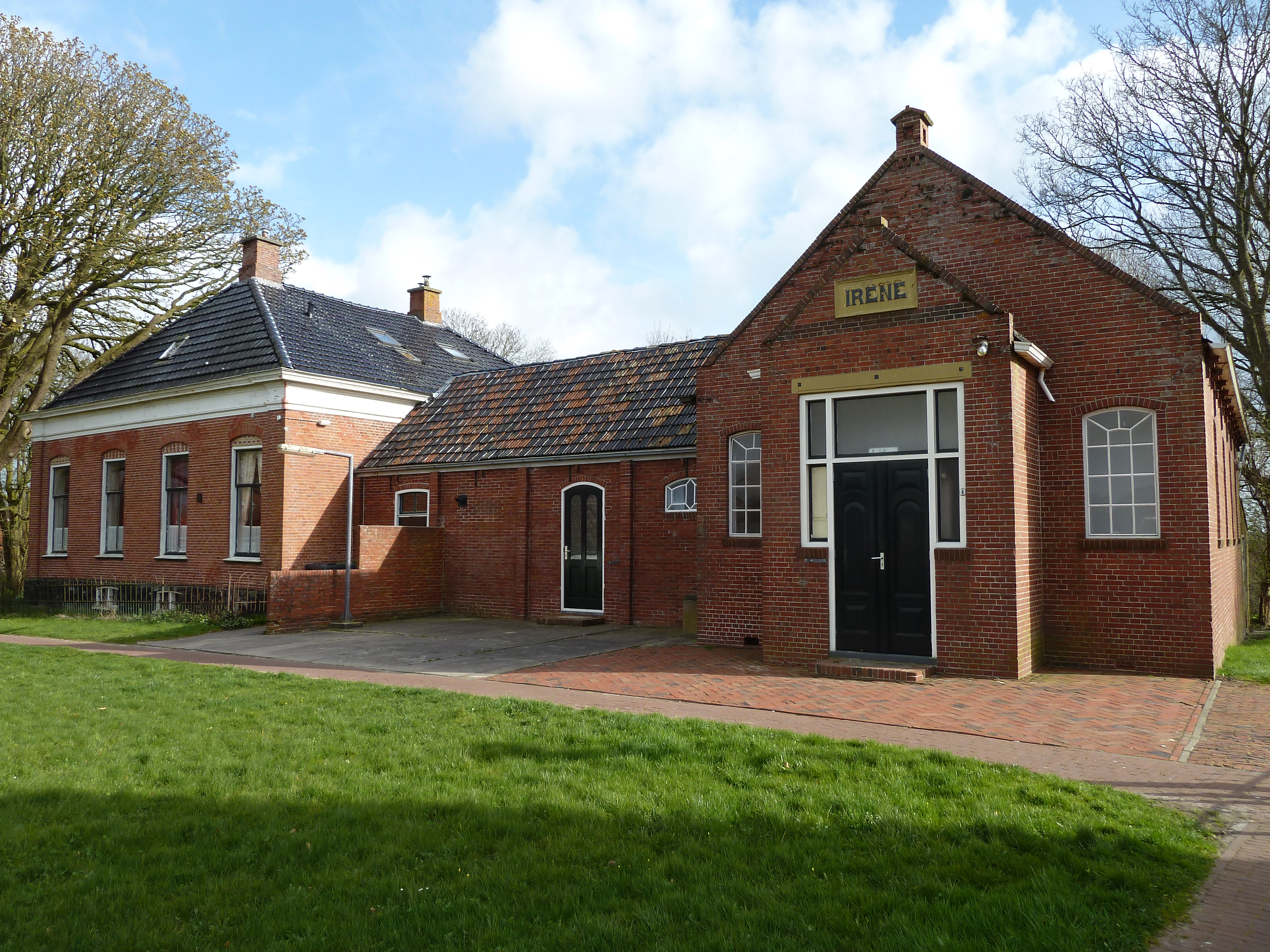
Hervormde pastorie (links) en aangebouwd verenigingsgebouw hervormde evangelisatie Irene
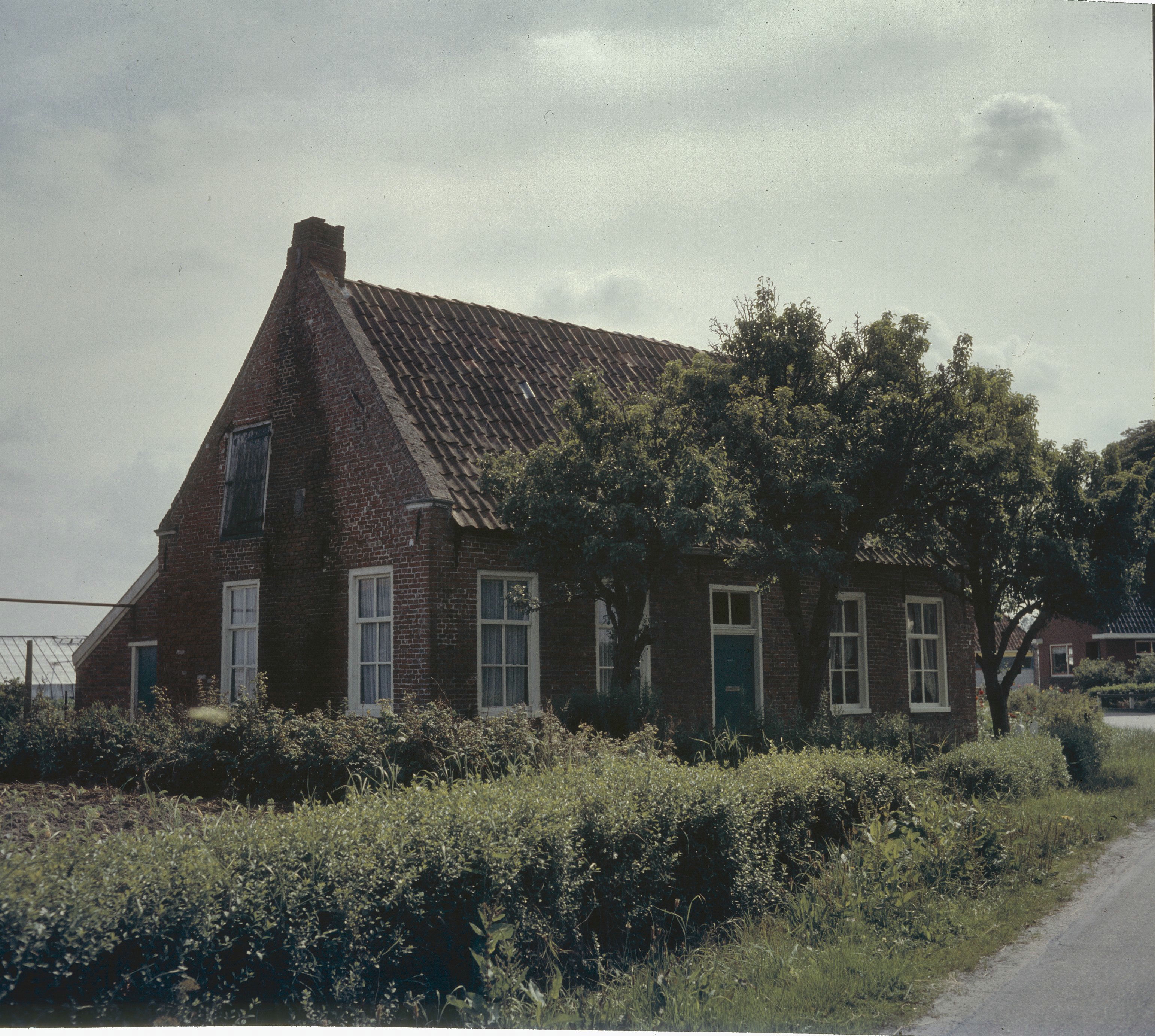
Voormalige Sarrieshut

Hoofdplaats: Uithuizen

Dorpen: Adorp · Den Andel · Baflo · Bedum · Eenrum · Eppenhuizen · Hornhuizen · Houwerzijl · Kantens · Kloosterburen · 't Lage van de Weg · Lauwersoog · Leens · Leenstertillen · Lutjewolde · Mensingeweer · Molenrij · Niekerk · Noordwolde · Oldenzijl · Onderdendam · Onderwierum · Oosteinde · Oosternieland · Pieterburen · Rasquert · Rodewolt · Roodeschool · Rottum · Saaxumhuizen · Sauwerd · Startenhuizen (deels) · Stitswerd · Tinallinge · Uithuizermeeden · Ulrum · Usquert · Vliedorp · Vierhuizen · Warffum · Warfhuizen · Wehe-den Hoorn · Westerdijkshorn · Westernieland · Wetsinge · Winsum · Zandeweer · Zoutkamp · Zuidwolde · Zuurdijk

Buurtschappen, gehuchten, wierden en buurten: 1e Nijhoezen · 2e Nijhoezen · 't Aagt · Abbeweer · Alinghuizen · Arwerd · Barnegaten · Bellingeweer · Bethlehem · Beusum · Bokum · Breede · Broek · Het Bultje · De Dingen · De Raken · De Vennen · Den Haver · Deikum · Doodstil · Douwen · Duisterwinkel · Eelswerd · Eemshaven · Elens · Ellerhuizen · Ernstheem · Ewer · Grijssloot · Groot Maarslag · Groot Wetsinge · De Haar · Hammeland · Den Hander · Harssens · Hefswal · Hekkum · Helwerd · Heuvelderij · Hiddingezijl · Holwinde · De Hoogte · De Horn · De Houw · 't Houweel · De Hucht · Kaakhorn · Katershorn · Kattenburg · Klei · Kleine Huisjes · Klein Garnwerd · Klein Maarslag · Klein Wetsinge · Kolham · Koningslaagte · Koningsoord · De Knijp · Kruisweg · Lutje Marne · Lutke Saaxum · Maarhuizen · (Marnehuizen) · Menkeweer · Menneweer · Midhalm · Midhuizen · Mollenhuizen · Nijenklooster · Noordpolder · Noordpolderzijl · Obergum · Oldenzijl · Oldorp · Oosterhorn · Oosterhuizen (Eenrum) · Oosterhuizen (Zuidwolde) · Oudedijk · Oudeschip · Paapstil · Panser · Plattenburg · Polen · Ranum · Reidland · Roodehaan · Schapehals · Schaphalsterzijl · Schilligeham · Schouwen · Schouwerzijl · Sint Annerhuisjes · 't Stort · De Streek · Takkebos · Ter Laan · Tijum · Valcum · Valom · Wadwerd · Walsweer · Westerhorn (De Marne) · Westerhorn (Hogeland) · Westerklooster · Westpolder · Wierhuizen · Wierum · 't Wildeveld · Willemsstreek · Zevenhuizen